# Tomma Abts
Tomma Abts (Kiel, Alemania, 1967) es una pintora alemana. De 1989 a 1995 estudió en la Hochschule der Künste en Berlín.  Desde 1995 vive y trabaja en Londres.
En 2004 ganó el premio The Paul Hamlyn Award for Visual Arts. El 4 de diciembre de 2006 obtuvo el premio de arte británico más importante, el Premio Turner; gracias a las exposiciones en el Kunsthalle Basel —un museo de arte contemporáneo de Basilea (Suiza)— y en la galería Greengrassi de Londres.
Sus pinturas tienen siempre el mismo formato, 48 por 38 cm, y generalmente trabaja con acrílicos y óleos. Sus obras, hechas con motivos geométricos que se repiten, las titula siguiendo un listado alfabético de nombres de persona en alemán.

## Premios
- Premio Turner por su trabajo Mice and Men.